# Nothing, Forever
Nothing, Forever (буквальный перевод — «Ничего, навсегда») — англоязычный сериал, который генерируют в режиме реального времени нейросети ChatGPT и DALL-E. Его начали показывать в декабре 2022 года на платформе Twitch, он идёт круглосуточно, не имеет чёткого деления на сезоны и эпизоды. Основой шоу стал американский комедийный сериал «Сайнфелд» (1989—1998).
Спустя некоторое время на Twitch, канал на котором транслировали сериал был заблокирован за нарушение правил платформы, а точнее за шутку одного из персонажей, которая затрагивала запретные для платформы темы. 
Позже сериал был заново перезапущен как второй сезон и идёт до сих пор.  